# Allacta loconti
Allacta loconti es una especie de cucaracha del género Allacta, familia Ectobiidae. Fue descrita científicamente por Roth en 1993.

## Distribución
Esta especie se encuentra en Indonesia.